# Женский вспомогательный территориальный корпус
Женский вспомогательный территориальный корпус (англ. Auxiliary Territorial Service — ATS) — женское подразделение в британской армии во время Второй мировой войны. Оно было создано 9 сентября 1938 года и первоначально комплектовалось на добровольной основе, существовало до 1 февраля 1949 года, когда было объединено с Женским королевским армейским корпусом. Корни ATS находятся в WAAC (Women’s Auxiliary Army Corps — Женский вспомогательный армейский корпус) — подразделении, которое было создано в 1917 году во время Первой мировой войны и также комплектовалось добровольцами. Военнослужащие WAAC служили в качестве секретарей, поваров, официанток и телефонисток. Корпус был распущен спустя четыре года, в 1921 году.
Незадолго до Второй мировой войны британское правительство решило создать новый корпус для женщин-военнослужащих, а также созвать общественный совет по этому вопросу, в который вошли члены Территориальной армии, Женского транспортного корпуса и Женского Легиона. Совет принял решение, что новый вспомогательный корпус будет частью Территориальной армии и что заработная плата женщин в нём будет составлять 2/3 от заработной платы мужчин-солдат этой армии.

## Деятельность ATS
Первые новобранцы в ATS служили в качестве поваров, секретарей, телефонисток и кладовщиков. С началом войны 300 солдат-женщин были направлены во Францию. В 1940 году во время наступления Вермахта в ходе Французской кампании британский экспедиционный корпус был отброшен к Английскому каналу, что привело к скорой его эвакуации через порт Дюнкерк. Некоторые телефонистки ATS были одними из последних британских солдат, которые покинули подвергавшийся бомбардировкам порт.
В связи с тем, что в войне оказывалось задействовано всё больше мужчин, было принято решение увеличить состав ATS, и в сентябре 1941 года в рядах корпуса насчитывалось уже 65 000 женщин-солдат. В корпус могли добровольно вступать женщины в возрасте от 17 до 43 лет, при этом правила приёма были более гибкими в отношении ветеранов WAAC, которым было позволено присоединиться к корпусу, если их возраст был до 50 лет. Обязанности женщин-солдат были расширены и включали работу санитаров, водителей, почтовых служащих и инспекторов боеприпасов.
9 мая 1941 структура рангов ATS была реорганизована, и в июле 1941 года женщины-солдаты были признаны в качестве настоящих военнослужащих и более не считались добровольцами.
Одной из знаменитых женщин-солдат в ATS была наследница британского престола, принцесса Елизавета (будущая королева Елизавета II). Принцесса, которой на тот момент не исполнилось даже двадцати лет, служила в качестве водителя грузовика.

## Национальная служба
В декабре 1941 года британский парламент принял Закон о национальной службе, который предписывал всем незамужним женщинам в возрасте от 20 до 30 лет присоединиться к одному из вспомогательных корпусов. Кроме ATS женщины могли вступить в Женский Королевский морской корпус (WRNS), Женский вспомогательный военно-воздушный корпус (WAAF) и Женский транспортный корпус. Другие варианты включали «Женский добровольческий корпус» (WVS), задействованный в тушении пожаров от бомбёжек, или «Женскую земельную армию», которая была задействована в помощи сельскому хозяйству. Призыв позднее распространился и на замужних женщин, хотя женщины, которые были беременны или имели маленьких детей, по-прежнему были от него освобождены.
Женщины, которые не могли служить в армии по своим моральным убеждениям, не призывались. Около трети зарегистрированных отказников во время Второй мировой войны в Великобритании и её колониях составляли женщины. Некоторые из них не были признаны «узниками совести», были осуждены и заключены в тюрьму. Несмотря на это, по состоянию на 1943 год примерно 9 из 10 женщин Великобритании в возрасте от 20 до 30 лет участвовали в военных действиях.
Женщины не должны были сражаться непосредственно в бою, но женщины из ATS нередко принимали участие во многих вспомогательных боевых задачах, таких как работа на радиолокационных станциях, в составе зенитной артиллерии и военной полиции. Эта служба не всегда обходилась без риска для жизни: согласно данным Имперского военного музея, потери ATS в течение Второй мировой войны составили 717 человек.
Ко дню победы над Германией и вплоть до демобилизации ATS насчитывали 190 000 человек.

## После войны
После войны женщины по-прежнему служили в ATS, а в 1949 году были интегрированы в WRAC (Женский королевский армейский корпус), где были прикреплены к различным подразделениям. В 1992 году WRAC был расформирован, и женщины-военнослужащие из него были включены в различные подразделения британской армии.